# Орден 25 февраля 1948 года
Орден 25 февраля 1948 года (чеш. Řád 25. února), государственная награда Чехословацкой Социалистической Республики.

## История
Орден 25 февраля 1948 года был учреждён на основании Постановления Правительства Чехословацкой Республики от 8 февраля 1949 года за № 34/1949 для поощрения граждан, которые своими действиями способствовали «завершению победы народной демократии» в февральские дни 1948 года.

## Статут
В соответствии со статутом орден вручается гражданам ЧСР за выдающийся вклад в завершение победы народной демократии в Чехословакии в февральские дни 1948 года.
Орден имел три степени:
- 1 степень — серебряная звезда
- 2 степень — серебряная медаль
- 3 степень — бронзовая медаль

Одно и то же лицо могло быть награждено только одной из степеней.

## Описание знака ордена

#### 1 степень
Знак первой степени представляет собой позолоченную серебряную пятиконечную звезду красной эмали с золотым бортиком, наложенную на языки развивающегося пламени. В центре звезды круглый медальон с изображением правой руки, держащей лавровую ветвь и флаг. Выше руки надпись в три строки «25. února 1948» (25 февраля 1948).
Реверс знака гладкий. В центре серебряная круглая накладка с изображением ветки липы. Над веткой надпись в две строки: «REPUBLIKA ČESKOSLOVENSKÁ» (Чехословацкая Республика), под веткой надпись в две строки: «VŮLE LIDU ZÁKONEM» (Народная воля - Закон).
Для повседневного ношения предусмотрена орденская планка, обтянутая лентой орденских цветов с миниатюрной золотой пятиконечной звёздочкой.

### 2 степень
Вторая степень ордена представляет собой серебряную медаль диаметром 33 мм.
Аверс медали с изображением правой руки, держащей лавровую ветвь и флаг. Выше руки надпись в три строки «25. února 1948» (25 февраля 1948).
Реверс - изображение ветки липы. Над веткой надпись в две строки: «REPUBLIKA ČESKOSLOVENSKÁ» (Чехословацкая Республика), под веткой надпись в две строки: «VŮLE LIDU ZÁKONEM» (Народная воля - Закон).
Медаль при помощи переходного звена, состоящего из ветвей лавра и липы, подвешена к орденской красной ленте шириной 37 мм и длиной 55 мм.

### 3 степень
Третья степень ордена – бронзовая медаль. Аверс и реверс медали аналогичны второй степени.